# PRIME (障子久美のアルバム)
『PRIME』（プライム）は、障子久美3作目のアルバム。1991年7月3日にビクターエンタテインメントから発売。2020年9月2日にはMEG-CDから再発売、同年10月14日に配信でも発売された。ヒットシングル「あの頃のように」を収録している。

## 収録曲
全曲　作詞・作曲：障子久美
1. THE PAIN OF JOY
2. A RAINBOW IN YOUR EYES
3. TREASURE CHILD
4. DECISION
5. あの頃のように（prime version）
6. BUDDIES
7. INTO YOUR HEART
8. SUMMER SWEET
9. OUR GAME
10. A・KO・GA・RE
11. THE PAIN ～interlude～
12. あの頃のように（single version）